# Mean world syndrome
Het mean world syndrome (Nederlands: gevaarlijkewereldsyndroom) is een term, bedacht door George Gerbner, die wordt gebruikt om het fenomeen te beschrijven waarbij gewelddadige inhoud van media-uitzendingen ervoor zorgt dat kijkers de wereld als gevaarlijker waarnemen dan ze eigenlijk is. Het gevaarlijkewereldsyndroom is een van de conclusies die voortvloeit uit de cultivatietheorie van Gerbner. Deze theorie veronderstelt dat het beeld dat mensen van de werkelijkheid hebben, voor een groot deel gevormd (gecultiveerd) wordt door het televisiekijken.
Zo leest men in de krant quasi dagelijks over verkrachtingen, en zal men als gevolg van deze berichtgeving zowel het aantal verkrachtingen als de kans dat het de persoon zelf overkomt, overschatten.

## Televisie
Gerbner was een pionier in onderzoek naar de effecten die de televisie als medium heeft op de samenleving. Hij stelde dat mensen die televisiekijken de neiging hebben om de wereld als een beangstigende plaats te zien. Zo berekende hij de correlatie tussen het aantal uren televisiekijken en de angst die men heeft over de wereld waarin men leeft. Aanvankelijk beschouwde men dit als een causaal verband, daar wordt tegenwoordig echter aan getwijfeld. De samenhang tussen beide variabelen kan immers ook verklaard worden door de aanname dat angstige personen de neiging hebben om zich aan hun omgeving te onttrekken en meer tijd voor de televisie door te brengen.

## Nieuwe media
Gerbner stelt dat het mean world syndrome meer intens is geworden door de tijd heen. Hij beschrijft daarbij hoe nieuwere technologieën zoals dvd, kabeltelevisie en internet bijdragen aan het verhogen van de toegang tot gewelddadige informatie en de verspreiding ervan.